# Luna 1960B
Luna 1960B fu il terzo tentativo dell'URSS di fotografare il lato opposto della Luna.
Fu lanciata il 16 aprile 1960 con l'obiettivo primario di fotografare il lato opposto della Luna con una macchina fotografica migliore rispetto a Luna 3 e un più marcato avvicinamento al satellite.
La missione fu un insuccesso, al decollo il motore ebbe un guasto e si accese in maniera totalmente incontrollata, distruggendo la sonda e danneggiando la rampa di lancio.